# Макропруденційна політика
Макропруденційна політика — це система регуляторних заходів, спрямованих на забезпечення стабільності фінансової системи в цілому шляхом запобігання системним ризикам, які можуть призвести до фінансових криз. Вона доповнює мікропруденційне регулювання, яке фокусується на стійкості окремих фінансових установ, та монетарну політику, що спрямована на досягнення цінової стабільності.

## Значущість
Після глобальної фінансової кризи 2008–2009 років макропруденційна політика набула особливої актуальності в усьому світі. Міжнародні організації, такі як Міжнародний валютний фонд (МВФ), Базельський комітет з банківського нагляду та Європейський центральний банк (ЄЦБ), активно розробляють рекомендації та стандарти для ефективного впровадження макропруденційних заходів.

## Інструменти макропруденційної політики
Для досягнення своїх цілей макропруденційна політика використовує різноманітні інструменти, зокрема:
- Контрциклічні буфери капіталу: встановлення додаткових вимог до капіталу банків у періоди економічного зростання для створення резервів на випадок спаду.
- Обмеження співвідношення позики до вартості застави (LTV) та позики до доходу (DTI): встановлення меж для обсягу кредитування відносно вартості застави або доходу позичальника з метою запобігання надмірному борговому навантаженню.
- Обмеження темпів зростання кредитування: введення лімітів на швидкість зростання обсягу кредитів, що надаються фінансовими установами.
- Вимоги до ліквідності: забезпечення наявності достатніх ліквідних активів у фінансових установах для покриття короткострокових зобов'язань.

## Макропруденційна політика в Україні
В Україні реалізацією макропруденційної політики займається Національний банк України (НБУ). У 2018 році НБУ оприлюднив Стратегію макропруденційної політики, яка визначає стратегічні та проміжні цілі, принципи та підходи у сфері фінансової стабільності, а також орієнтовний перелік інструментів для досягнення цих цілей.
У 2023 році, у відповідь на виклики, спричинені повномасштабною війною, НБУ оновив Стратегію макропруденційної політики, розширивши її фокус на небанківський фінансовий сектор та врахувавши нові ризики для фінансової системи.

## Міжнародний контекст
Макропруденційна політика є ключовим елементом сучасного фінансового регулювання, спрямованим на забезпечення стійкості фінансової системи та запобігання системним ризикам. Її ефективне впровадження сприяє стабільному економічному зростанню та підвищенню довіри до фінансового сектору.